# Tiro nos Jogos Olímpicos de Verão da Juventude de 2014 - Carabina de ar 10 m Equipas mistas
As provas de Tiro - Pistola de ar a 10 m equipas mistas nos Jogos Olímpicos de Verão da Juventude de 2014 decorreram a 21 de Agosto de 2014 na Base de Treinos de Desportos de Fangshan em Nanquim, China. As provas foram disputadas em formato misto de sexo e nação. A equipa constituída por Hadir Mekhimar (Egito) e Istvan Peni (Hungria) foi campeã Olímpica. A prata foi ganha por Fernanda Russo (Argentina) e Jose Valdes (México). A ucraniana Viktoriya Sukhorukova e Lu Shao-Chuan do Taipé Chinês ganharam o Bronze.

## Medalhistas
| Ouro   | EGY Hadir Mekhimar (F) HUN Istvan Peni (M)          |
| Prata  | ARG Fernanda Russo (F) MEX Jose Valdez (M)          |
| Bronze | UKR Viktoriya Sukhorukova (F) TPE Lu Shao-Chuan (M) |

## Resultados da final
|  | Semifinais                                          | Semifinais                                 |   |                                                     | Final                                              | Final |  |
|  |                                                     |                                            |   |                                                     |                                                    |       |  |
|  |                                                     |                                            |   |                                                     |                                                    |       |  |
|  | ARG Fernanda Russo (F) MEX Jose Valdez (M)          | 10                                         |   |                                                     |                                                    |       |  |
|  | UKR Viktoriya Sukhorukova (F) TPE Shao-Chuan Lu (M) | 8                                          |   |                                                     |                                                    |       |  |
|  |                                                     |                                            |   |                                                     |                                                    |       |  |
|  |                                                     |                                            |   |                                                     |                                                    |       |  |
|  |                                                     |                                            |   |                                                     | EGY Hadir Mekhimar (F) HUN Istvan Peni (M)         | 10    |  |
|  |                                                     | ARG Fernanda Russo (F) MEX Jose Valdez (M) | 2 |                                                     |                                                    |       |  |
|  |                                                     |                                            |   |                                                     |                                                    |       |  |
|  |                                                     |                                            |   |                                                     |                                                    |       |  |
|  |                                                     |                                            |   |                                                     | Disputa pelo bronze                                |       |  |
|  |                                                     |                                            |   |                                                     |                                                    |       |  |
|  | EGY Hadir Mekhimar (F) HUN Istvan Peni (M)          | 10                                         |   | UKR Viktoriya Sukhorukova (F) TPE Lu Shao-Chuan (M) | 10                                                 |       |  |
|  | SMR Alina Riccardi (F) SRB Andrija Milovanovic (M)  | 5                                          |   |                                                     | SMR Alina Riccardi (F) SRB Andrija Milovanovic (M) | 6     |  |